# Каб (Висконсин)
Каб (енгл. Cobb) град је у америчкој савезној држави Висконсин.

## Демографија
По попису из 2010. године број становника је 458, што је 16 (3,6%) становника више него 2000. године.
| Група             | 2000.       | 2010.       |
| Белци             | 437 (98,9%) | 450 (98,3%) |
| Афроамериканци    | 0 (0,0%)    | 0 (0,0%)    |
| Азијати           | 0 (0,0%)    | 5 (1,1%)    |
| Хиспаноамериканци | 2 (0,5%)    | 1 (0,2%)    |
| Укупно            | 442         | 458         |